# Ruta de Illinois 127
La Ruta de Illinois 127, y abreviada IL 127 (en inglés: Illinois Route 127) es una carretera estatal estadounidense ubicada en el estado de Illinois. La carretera inicia en el oeste desde la IL 3  , GRR 1   en Unity hacia el este en la I 55  , IL 48   en Raymond. La carretera tiene una longitud de 269,6 km (167.53 mi).

## Mantenimiento
Al igual que las autopistas interestatales, y las rutas federales y el resto de carreteras estatales, la Ruta de Illinois 127 es administrada y mantenida por el Departamento de Transporte de Illinois por sus siglas en inglés IDOT.